# Голубые Ручьи
Голубы́е Ручьи́ — посёлок в Кольском районе Мурманской области. Входит в городское поселение Кильдинстрой.

## Население
| 2002 | 2010 |
| ---- | ---- |
| 128  | ↗447 |

Численность населения, проживающего на территории населённого пункта, по данным Всероссийской переписи населения 2010 года составляет 447 человек, из них 302 мужчины (67,6 %) и 145 женщин (32,4 %).